# Бёрд, Сью
Сюзанна Бриджит «Сью» Бёрд (англ. Suzanne Brigit "Sue" Bird; род. 16 октября 1980 года, Сайоссет, штат Нью-Йорк, США) — американская профессиональная баскетболистка, выступавшая в женской национальной баскетбольной ассоциации (ВНБА) за клуб «Сиэтл Шторм». Олимпийская чемпионка 2004, 2008, 2012, 2016 и 2020 годов, чемпионка мира 2002, 2010, 2014 и 2018 годов, а также бронзовый призёр чемпионата мира 2006 года в составе национальной сборной США.
Выступая за баскетбольную команду школы она была выбрана игроком года штата Нью-Йорк, игроком года по версии New York Daily News и выбрана во всеамериканскую команду. В 2002 году во время драфта ВНБА была выбрана под первым номером командой «Сиэтл Шторм». Выступая за команду она восемь раз принимала участие в матче всех звёзд и семь раз включалась в сборную всех звёзд. Бёрд одна из семи баскетболисток, которые выигрывали золотую олимпийскую медаль и становились чемпионами NCAA и ВНБА. Член баскетбольного зала славы с 2025 года.

## Биография
Сью родилась 16 октября 1980 года в городке Сайоссет, штат Нью-Йорк. Сью — младшая дочь Гершеля и Нэнси Бёрд. Семья её отца приехала в США из России и его фамилия была Бурда. В 2006 году Бёрд получила израильское гражданство, однако она продолжает выступать за национальную сборную США.

## Достижения
- Чемпионка Олимпийских игр 2004, 2008, 2012, 2016 и 2020
- Победительница чемпионата мира: 2002, 2010, 2014 и 2018
- Бронзовый призёр чемпионата мира: 2006
- Серебряный призёр Мировой Лиги ФИБА 2007
- Чемпионка Евролиги: 2007, 2008, 2009, 2010, 2013
- Обладательница Суперкубка Европы: 2013
- Чемпионка России: 2007, 2008, 2012, 2013, 2014
- Серебряный призёр чемпионата России: 2005, 2009, 2010, 2011.
- Бронзовый призёр чемпионата России: 2006
- Чемпионка ВНБА: 2004, 2010, 2018
- Обладательница Кубка России: 2012 — MVP финала, 2013, 2014